# Вахби, Юсуф
Юсуф (Юсеф) Абдуллах Вахби́ (араб. يوسف عبد الله هديب وهبي قطب‎; 14 июля 1898, Эль-Файюм — 17 октября 1982, Каир) — египетский актёр театра и кино, режиссёр, продюсер и драматург. Считается одним из выдающихся актёров в истории египетского кинематографа, входил в состав жюри Каннского кинофестиваля 1946 года.

## Биография
Родился 14 июля 1898 года в Эль-Файюме, происходил из богатой семьи. Был назван в честь канала Юсуф, который проходил через город.  Его отец был инспектором министерства водных ресурсов и ирригации Египта
Театральное образование Юсуф получил в Италии после Первой мировой войны. В 1923 году основал в Каире частный театр «Рамсес», сотрудничая с ведущими египетскими актёрами и режиссёрами, в том числе с 1926 года — с Жоржем Абьядом. Поставил порядка 300 пьес европейских и арабских драматургов. В 1930-х возглавил первый государственный Национальный театр, с которым гастролировал по городам и деревням Египта, а также за рубежом, вплоть до Латинской Америки. 
В 1928 году режиссёр Ведат Эрфи Бенгю предложил ему роль пророка Мухаммеда в европейском фильме, который спонсировали турецкое правительство и немецкий продюсер. Несмотря на одобрение съёмок, полученное от турецкого президента Мустафы Кемаля Ататюрка, каирский Университет аль-Азхар опубликовал юридический документ, запрещающий изображать пророка и его сподвижников. Король Египта и Судана Фуад I пригрозил Вахби изгнанием из страны и лишением египетского гражданства, после чего от идеи фильма решили отказаться. 
В 1930 году в сотрудничестве с Мухаммедом Каримом Вахби основал кинокомпанию Ramses Film, пик его кинематографической карьеры пришёлся на 1943-1947 годы, затем он успешно совмещал театр и киносъёмки. 
Скончался 17 октября 1982 года от последствий артрита и перелома таза, у него осталась жена.